# Zwei Münchner in Hamburg
 Zwei Münchner in Hamburg ("Due monachesi ad Amburgo") è una serie televisiva tedesca, ideata da Karlheinz Freynik e prodotta dal 1989 al 1993 dalla Aspekt Telefilm-Produktion GmbH. Protagonisti della serie sono Uschi Glas ed Elmar Wepper; altri interpreti principali sono Florian Stubenvoll, Enzi Fuchs, Heinz Reincke, Winnie Markus, Toni Berger, Karin Rasenack, Johannes Heesters e Volkert Kraeft .
La serie si compone di 3 stagioni, per un totale di 38 episodi, della durata di 45 minuti ciascuno.
La serie veniva trasmessa in prima visione dall'emittente televisiva ZDF. Il primo episodio, intitolato Abschied von der Isar, fu trasmesso in prima visione il 3 ottobre 1989 ; l'ultimo, intitolato Labskaus und Weißwürst, fu trasmesso in prima visione il 30 novembre 1993.
Per la serie, i protagonisti Uschi Glas ed Elmar Wepper sono stati insigniti del Bambi e la Glas anche della Golden Camera e del Romy Award.

## Descrizione
Protagonisti della serie sono Julia Heininger e Ralf Maria Sager, entrambi trasferitisi per lavoro (lei è direttrice di una filiale di banca, lui è il suo rappresentante legale) da Monaco di Baviera ad Amburgo.  Ad Amburgo, Julia accetta la proposta di matrimonio di Ralf.

## Episodi
| Stagione         | Episodi | Prima TV Germania | Prima TV Italia |
| ---------------- | ------- | ----------------- | --------------- |
| Prima stagione   | 14      | 1989              | inedita         |
| Seconda stagione | 12      | 1991              | inedita         |
| Terza stagione   | 12      | 1993              | inedita         |

## Premi e riconoscimenti
- 1990: Premio Bambi a Uschi Glas ed Elmar Wepper
- 1990: Golden Camera a Uschi Glas
- 1990: Romy Award a Uschi Glas come miglior attrice in una serie televisiva
- 1992: Romy Award a Uschi Glas come miglior attrice in una serie televisiva